# AmBank
AmBank est une banque malaisienne basée à Kuala Lumpur.

## Histoire
En juin 2017, RHB Bank annonce commencer des discussions pour fusionner avec AmBank.